# Liste des commanderies templières en Picardie
| Cette liste recense les commanderies et maisons de l'Ordre du Temple présentes en Picardie. |

## Faits marquants et Histoire

Blason de la Picardie

Les templiers ont probablement fait l'objet de premières donations en Picardie vers 1129 et dès 1130, Payen de Montdidier, l'un des premiers chevaliers de l'ordre, est cité dans une charte où l'évêque de Noyon leur fit don des annates relatives aux prébendes de sa cathédrale.
Initialement les commanderies étaient regroupées par diocèse avec un maître à leur tête avant que les templiers ne calquent le modèle des baillies royales instituées vers 1190. Au XIIe siècle, on trouve, entre autres, un maître et proviseur des maisons du diocèse d'Amiens, Bauduin de Gant en 1185/86, ou encore Pierre, chevalier et procurateur des maisons du diocèse de Laon en 1179. Au XIIIe siècle, les baillies du Temple attestées en Picardie sont la baillie de Ponthieu et celle de Vermandois qui faisaient partie de la province templière de France. On trouve également des baillies plus petites (sous-baillies ?) comme celle de Sommereux dans le Ponthieu et celle de Montécourt dans le Vermandois attestées pendant le procès de l'ordre du Temple.

## Commanderies
: Cet édifice a été classé au titre des Monuments historiques.
| Commanderie                               | Ville actuelle (ou à proximité)   | Observations | Protection |
| ----------------------------------------- | --------------------------------- | --- | ---------- |
| Commanderie d'Aimont                      | Conteville (Somme)                | [ 5 ] |            |
| Commanderie d'Ambrief                     | Ambrief (Aisne)                   | [ 6 ] |            |
| Commanderie de Beauvais                   | Beauvais (Oise)                   | [ 7 ] |            |
| Beauvoir-en-Ponthieu                      | Buigny-Saint-Maclou (Somme)       | domus Templi de Bello Vissu Ambianensis diocesis (procès) dépendait de la baillie de Ponthieu |            |
| Commanderie de Bellicourt                 | Cuvilly (Oise)                    | Terram de Bellicort (1186) Templariis de Berlincort (1197) Domus Templi de Bellincuria (1307, procès) Aucun vestige |            |
| Commanderie de Bertaignemont              | Landifay-et-Bertaignemont (Aisne) | [ 12 ] |            |
| Maison du Temple du Bois-près-Fréniches   | Libermont                         | domo de Bosco prope Frainices, de Bosco in Viromandia Dite ensuite ferme de l'Hôpital. |            |
| Commanderie de Compiègne                  | Compiègne (Oise)                  | [ 13 ] |            |
| Chapelle des Templiers d'Ecoreau          | Frettecuisse (Somme)              | , | Inscrit    |
| Commanderie d'Esquennoy                   | Esquennoy (Oise)                  | [ 8 ] |            |
| Maison du Temple de Forest                | Forest-l'Abbaye (Somme)           | in Foresta de Cresciaco, prope domum Templi, que vocatur Forest (1250) Capella domus Templi vocate Foresta, diocesis Ambianensis (procès) |            |
| Commanderie de Gandicourt                 | Belle-Église (Oise)               | [ 18 ] |            |
| Commanderie de Grandselves                | Gamaches (Somme)                  | [ 5 ] |            |
| Commanderie d'Ivry-le-Temple              | Ivry-le-Temple (Oise)             | , Fratribus militie Templi de Yvriaco (1244) receptus apud Yvriacum in Veuquecinio ; domo de Yvriaco in Veuqesino Parisiensi ; preceptore de Yvriaco in Weuquesino (procès) |            |
| Commanderie de La Druelle                 | Louvrechy (Somme)                 | domo de Druerya Ambianensis diocesis (procès) |            |
| Commanderie de Thony                      | Pontavert (Aisne)                 | également appelée commanderie de la Ferme du Temple |            |
| Commanderie de Lagny-le-Sec               | Lagny-le-Sec (Oise)               | [ 25 ] |            |
| Commanderie de Laigneville                | Laigneville (Oise)                | [ 26 ] |            |
| Commanderie de Laon                       | Laon (Aisne)                      | [ 27 ] | [ 28 ]     |
| commanderie de la Sablonnière             | Montreuil-aux-Lions (Aisne)       | [ 29 ] |            |
| Commanderie du Catelet                    | Cartigny (Somme)                  | [ 30 ] |            |
| Commanderie de Moisy-le-Temple            | Montigny-l'Allier (Aisne)         | | [ 31 ]     |
| Commanderie du Mont-de-Soissons           | Serches (Aisne)                   | | [ 32 ]     |
| Commanderie de Neuilly-sous-Clermont      | Neuilly-sous-Clermont (Oise)      | | [ 33 ]     |
| Chapelle de Nouvion-et-Catillo (chapelle) | Nouvion-et-Catillon (Aisne)       | [ 15 ] | Inscrit    |
| Commanderie d'Oisemont                    | Oisemont (Somme)                  | [ 35 ] |            |
| Commanderie de Puisieux-sous-Laon         | Chambry (Aisne)                   | , Medietatem de Puteolis (don de la moitié de Puisieux) ; In territorio de Puteolis (1148) Terram arabilem apud Pusellos (1154) Domo de Puteolis diocesis Laudunensis (1246) Domûs Templi de Putheolis subtus Laudunum (1278) Capella domus Templi de Puteolis juxta Laudunum ; apud Puisieus ; domo de Puisiaus subtus Laudunum (procès) |            |
| Maison du Temple de Rocourt               | Saint-Quentin (Aisne)             | [ 43 ] |            |
| Saint-Quentin                             | Saint-Quentin (Aisne)             | , |            |
| Commanderie de Soissons                   | Soissons (Aisne)                  | [ 6 ] |            |
| Commanderie de Sommereux                  | Sommereux (Oise)                  | , |            |

| Localisation en Picardie (Liens vers les articles correspondants) |
| --- |
| \| Champagne Ardenne Normandie Île-de-France Nord-Pas-de-Calais -Aimont Ambrief Beauvais Beauvoir Bellicourt Bertaignemont Le Bois Compiègne -Ecoreau -Esquennoy -Forest -Gandicourt Grandselves Ivry-le-Temple La Druelle Thony Lagny-le-Sec Laigneville Laon Sablonnière Le Catelet Moisy-le-Temple -Mont-de-Soissons Neuilly Nouvion-et-Catillon Oisemont Puisieux Saint-Quentin Soissons Sommereux \| |
| Champagne Ardenne Normandie Île-de-France Nord-Pas-de-Calais -Aimont Ambrief Beauvais Beauvoir Bellicourt Bertaignemont Le Bois Compiègne -Ecoreau -Esquennoy -Forest -Gandicourt Grandselves Ivry-le-Temple La Druelle Thony Lagny-le-Sec Laigneville Laon Sablonnière Le Catelet Moisy-le-Temple -Mont-de-Soissons Neuilly Nouvion-et-Catillon Oisemont Puisieux Saint-Quentin Soissons Sommereux       |

### Autres biens
- Rozoy-sur-Serre. Un accord avec l'abbaye Notre-Dame de Signy datant de 1179 mentionne le prévôt templier de « Roseto »[3].

#### Oise
| Biens divers                           | Ville actuelle (ou à proximité) | Observations |
| -------------------------------------- | ------------------------------- | --- |
| Alleré (seigneurie)                    | Neuville-Bosc                   | |
| Barbery (biens)                        | Barbery                         | Maison plus moulin arrentés à l'abbaye de Montmartre |
| Breteuil (seigneurie / marché)         | Breteuil                        | Située à l'emplacement des halles |
| Maison du Temple de Campeaux           | Campeaux                        | Campellis (1172) |
| Maison du Temple de Compiègne          | Compiègne                       | in domo nostra apud Compendium (juin 1212), apud Compendium ante domum Templi (sept. 1239) En 1283, les biens du Temple dans cette ville dépendent de la baillie de Moisy |
| Gandicourt (seigneurie)                | Belle-Eglise                    | |
| Le Bellé (seigneurie)                  | Neuilly-en-Thelle               | Anciennement Le Bellay-en-Thelle Domo ipsorum fratrum de Belai (1232) Juxta villam fratrum Templi que dicitur Beloy (1234) La maison de Beelay (1291),                    |
| Maison du Temple du Mesnil-Saint-Denis | Le Mesnil-en-Thelle             | La maison du Mesnil Saint Denis (1291), |
| Maison du Temple de Villeneuve-le-Roi  | Villeneuve-les-Sablons          | domum Templi de Nova villa Regis (1254), dépendance de la commanderie d'Ivry                                                                                              |

| Localisation géographique |
| --- |
| Commanderie autre possession \| Île-de-France Alleré Barbery Beauvais Bellicourt Le Bois Breteuil Le Bellé Campeaux Compiègne Esquennoy Gandicourt Ivry Lagny-le-Sec Le Mesnil-St-Denis Neuilly Sommereux Villeneuve · -le-Roi \| |
| Île-de-France Alleré Barbery Beauvais Bellicourt Le Bois Breteuil Le Bellé Campeaux Compiègne Esquennoy Gandicourt Ivry Lagny-le-Sec Le Mesnil-St-Denis Neuilly Sommereux Villeneuve · -le-Roi                                    |

- la maison de Quesnay près Breteuil (Quesneez juxta Britolium ; villam suam de Cheineiz silam juxta Britolium ; Cheyneez) est en fait la maison / commanderie d'Esquennoy

## Les maîtres de baillie
Le terme de précepteur de baillie n'apparaît qu'au XIIIe siècle, avant cela il faut parler des maîtres des maisons dans un diocèse. Quelques noms relatifs à ces anciennes baillies nous sont parvenus,:
- Payen de Montdidier administrait les biens du Temple dans le diocèse de Noyon dès 1130. Peut-être également dans le diocèse d'Amiens
- Gilbert de Druisencourt, peut-être maître du Temple au diocèse d'Amiens en 1154
- Regnier de Rancourt, probablement maître du Temple dans le diocèse d'Amiens en 1161[56]
- Pierre, en 1179, était chevalier et procurateur des maisons du Temple dans l'évêché de Laon.
- Nivelon de Montdidier, maître du Temple dans le diocèse de Noyon en 1182[57]
- Baudouin de Gant était maître et proviseur des maisons du Temple dans le diocèse d'Amiens en 1185/86
- Baillie de Ponthieu[54]:
  - Guillaume de Bosc-Normand pourrait être le premier précepteur du Ponthieu avant la fin du XIIe siècle, c. 1190[58]
  - Olard, précepteur du Temple en Ponthieu en 1194[58]
  - Pierre, précepteur/procureur du Temple en Ponthieu en 1195/96[59]
  - Eude, en 1199
  - Guérin, en 1205
  - Sauvage, en 1209
  - Sylvestre, chevalier et précepteur en Ponthieu en 1214[60]
  - Imbert de « Perand », précepteur en Ponthieu en 1257[61],[62]
  - Hervé (Henri ?) de Villepreux, précepteur du Temple en Ponthieu en 1277[63], en 1279[64], en 1280[65]
  - Philippe de Hayes, précepteur du Temple en Ponthieu en 1283[66] et vers 1285[67]
  - Jean Moet, précepteur de la baillie de Ponthieu vers 1289/90[68]
  - Jean de Villeneuve, précepteur de la baillie de Ponthieu à partir de 1290[68],vers 1293[69], vers 1296[70].
  - Guérin de Grandvilliers, successeur de Jean de Villeneuve pour le Ponthieu vers 1297[71], en 1299-1301[66],[72], vers 1302[73], comme procureur en 1303 mais sans préciser de quelle baillie il s'agit[74]
  - Robert de Beauvais, précepteur du Temple en Ponthieu vers 1305[75], mentionné en 1302 également mais sans sa qualité[73]
  - Baudoin de Saint-Just, dernier précepteur du Ponthieu en 1305[76]-1306[77]
- Baillie de Vermandois[55]: ((la):domorum militiae templi in Viromandia)
  - fr. G., précepteur des maisons du Temple en Vermandois en 1234[78]
  - fr. Daniel, recteur des maisons du Temple dans le Vermandois en 1249/50[79],[80]
  - fr. Jean de Mainbressy, précepteur du Vermandois vers 1281[81]
  - fr. Eudes, précepteur de la baillie de Vermandois vers 1305/07[82]

Trudon des Ormes pense que le précepteur de la baillie de Vermandois résidait à Saint-Quentin, une maison du Temple qui est devenue la « maison de la Monnaie ». Il y avait également à proximité de Saint-Quentin, une ancienne propriété du Temple, la « maison de Rocourt »,